# Roman Golovcenko
Roman Alexandrovici Golovchenko (n. 10 august 1973, Žodzina, RSS Bielorusă, URSS) este un politician din Belarus care deține funcția de prim-ministru al Belarusului (2020–2025) și președinte al Băncii Naționale a Belarusului din 10 martie 2025.

## Viața timpurie și activitatea profesională
S-a născut la 10 august 1973 la Jodino ca unicul copil. Tatăl său, Alexander Nikolaevici Golovcenko, a absolvit Institutul Politehnic din Belarus și a lucrat ca inginer în biroul de proiectare al Uzinei de Tractoare din Minsk. A locuit în Jodino până la vârsta de 10 ani, când s-a mutat cu părinții la Minsk, unde a absolvit liceul. Golovcenko a absolvit Institutul de Stat pentru Relații Internaționale din Moscova în 1996. De asemenea, a absolvit Academia de Administrație Publică în 2003.

## Cariera
În 2009, a fost numit vice-prim-ministru. În 2013, a fost numit ambasador în Emiratele Arabe Unite. În 2018, a fost numit ambasador în Qatar, Kuweit și Arabia Saudită. A fost numit în funcția sa actuală de președintele Alexander Lukașenko cu două luni înainte de alegerile prezidențiale din Belarus din 2020. Înainte de numire, a ocupat funcția de președinte al Comitetului militar-industrial de stat. A demisionat din funcția de prim-ministru la 17 august 2020, în timpul protestelor din Belarus din 2020. Cu toate acestea, demisia nu a intrat în vigoare imediat, întrucât era încă descris drept „prim-ministru” o zi mai târziu de aceeași mass-media care i-a anunțat demisia. Mai târziu (19 august) a fost numit prim-ministru al noului guvern.